# Tôn giáo và sức khỏe
Các nghiên cứu chuyên sâu đã tìm hiểu những ảnh hưởng của tôn giáo lên sức khỏe. Tổ chức Y tế Thế giới (WHO) phân chia sức khỏe thành bốn khía cạnh, gồm sức khỏe thể chất, xã hội, tinh thần và sức khỏe tâm linh.   Có một niềm tin tôn giáo có thể có tác động tích cực và tiêu cực đến sức khỏe và bệnh tật. 

## Tôn giáo và tâm linh
Tâm linh có nhiều định nghĩa khác nhau trong những bối cảnh khác nhau, nhưng có một định nghĩa chung là: tìm kiếm ý nghĩa và mục đích cuộc sống của một cá nhân.Tâm linh khác biệt với tôn giáo có tổ chức ở chỗ tâm linh không nhất thiết cần theo một khuôn khổ tôn giáo. Người ta không nhất thiết phải tuân theo các quy tắc, hướng dẫn hoặc thực hành nhất định để có tâm linh, nhưng một tôn giáo có tổ chức thường có sự kết hợp của những điều này. Một số người bị rối loạn tâm thần nặng có thể tìm thấy sự thoải mái trong tôn giáo. Những người tự tuyên bố mình là người có tâm linh có thể không tuân theo bất kỳ thực hành hay truyền thống tôn giáo cụ thể nào.

## Khía cạnh sức khỏe
Tổ chức Y tế Thế giới (WHO) đã phân chia bốn khía cạnh của sức khỏe, đó là sức khỏe thể chất, xã hội, tinh thần và sức khỏe tâm linh.

### Sức khoẻ thể chất

#### Hiệu quả tích cực
Theo Ellison & Levin (1998), một số nghiên cứu chỉ ra rằng lòng mộ đạo dường như có mối tương quan tích cực với sức khỏe thể chất. Như tỷ lệ tử vong thấp hơn ở những người thường xuyên tham dự các sự kiện tôn giáo và những người coi mình theo tôn giáo và có tâm linh. Theo Seybold & Hill (2001), hầu như tất cả các nghiên cứu liên quan đến ảnh hưởng của tôn giáo lên sức khỏe thể chất của một người có sự quy kết tích cực cho lối sống của họ. Những nghiên cứu này đã được thực hiện ở mọi lứa tuổi, giới tính và tôn giáo. Những điều này cho thấy trải nghiệm tôn giáo mang đến sự tích cực.
Một khả năng là tôn giáo mang lại ích lợi sức khỏe thể chất một cách gián tiếp. Những người tham dự nhà thờ có tỷ lệ tiêu thụ rượu thấp hơn và tâm trạng được cải thiện, điều này giúp cho sức khỏe thể chất tốt hơn. Kenneth Pargament là người đóng góp chính cho lý thuyết về cách các cá nhân có thể xem tôn giáo như một nguồn năng lượng để đối phó với căng thẳng, công việc của ông dường như cho thấy có ảnh hưởng của lý thuyết quy kết. Bằng chứng bổ sung cho thấy mối quan hệ này giữa tôn giáo và sức khỏe thể chất có thể là mối quan hệ nhân quả. Tôn giáo có thể làm giảm khả năng mắc một số bệnh. Các nghiên cứu cho thấy nó bảo vệ chống lại bệnh tim mạch bằng cách giảm huyết áp, cũng như cải thiện chức năng hệ thống miễn dịch. Các nghiên cứu tương tự đã được thực hiện để điều tra về cảm xúc và sức khỏe tôn giáo. Mặc dù những cảm xúc tôn giáo, như khiêm tốn, tha thứ và lòng biết ơn mang lại lợi ích cho sức khỏe, nhưng không rõ liệu những người theo tôn giáo có nuôi dưỡng và trải nghiệm những cảm xúc đó thường xuyên hơn những người không theo tôn giáo hay không.